# Galaxie naine du Phénix
Pour les articles homonymes, voir Phénix (homonymie).
La galaxie naine du Phénix est une galaxie du Groupe local, probablement satellite de la Voie lactée ou du Grand Nuage de Magellan, et située dans la constellation du Phénix. Elle fut découverte par Hans-Emil Schuster et Richard M. West en 1976 et classée à l’époque comme un possible amas globulaire. R. Canterna et P.J. Flower déterminèrent en 1977 qu’il s’agissait en réalité d’une galaxie.
Il semble qu’il s’agisse d’un objet intermédiaire entre une galaxie naine sphéroïdale et une galaxie irrégulière.